# Plantes médicinales du Briançonnais
 (mars 2018).
Le Briançonnais dispose d’une flore remarquablement riche, adaptée au climat de la région, et composée de nombreuses variétés que l’on retrouve dans diverses zones climatiques en Europe. Depuis des siècles, les habitants locaux utilisent ces plantes selon leurs différentes propriétés, pour se soigner soit de manière préventive, soit de manière ponctuelle. 
Cultivées ou récoltées dans la nature, ces plantes sont traitées selon des procédés différents pour en préserver au maximum les attributs. La relation aux plantes était auparavant quasi-quotidienne et les savoirs liés à leurs usages se transmettaient au sein des familles et des communautés. Aujourd’hui, les pratiques médicinales relatives aux plantes de la région sont extrêmement restreintes et les usages se raréfient. Toutefois, certains experts, ethnobotanistes et passionnés, maitrisent encore ces savoirs anciens.

## Inventaire du patrimoine patrimoine culturel immatériel en France
Le Ministère de la Culture recense la liste des fiches d'inventaire des savoir-faire du patrimoine culturel immatériel en France, et notamment la fiche du savoir-faire du Briançonnais : les plantes médicinales.

## Identification de l'élément

### Type d'élément selon la classificationUnesco
- traditions et expressions orales
- connaissances et pratiques concernant la nature et l’univers

### Communauté(s) et pratiques concernant la nature et l'univers
Jusqu’au milieu du 20e siècle, les habitants du Briançonnais utilisaient habituellement les plantes à des fins médicales. De nos jours, ce sont principalement des personnes âgées, des ethnobotanistes et des passionnés qui détiennent les savoirs liés à ces pratiques. 

Plusieurs acteurs du Briançonnais, contribuent à la pratique et transmission de ces savoirs et savoir-faire : 
- Denise Delcour (1910-2013) a établi un travail ethnographique extensif sur la médecine populaire des hautes vallées briançonnaises, en interrogeant plus de soixante-dix personnes dans le but d’inventorier ces savoirs. Les principaux résultats de ces enquêtes sont publiés dans l’ouvrage Plantes et gens des Hautes[2].
- Les Coll Buissonnière est une association créée à l’Argentière-la-Bessée par Dominique Coll, ethnobotaniste, en 2002. Cette association organise des visites et ateliers permettant de connaître les plantes sauvages et leurs utilisations médicinales : c’est aujourd’hui l’un des acteurs qui propose des activités associées à la transmission des savoirs et savoir-faire liés aux plantes, ainsi qu’à leur adaptation aux usages plus contemporains. L’association remarque un intérêt croissant des gens vis-à-vis de ces connaissances et un désir de s’en réapproprier. Les fins sont  multiples : connaissance de la flore locale, usages médicaux, production de teintures végétales…
- L’association Pulsatille, dont le nom vient d’une plante de montagne, propose des activités de découverte des plantes dans le Briançonnais. Cette association fondée autour de la botanique a pour vocation de faire découvrir la flore de la région, lors de randonnées ou de stages.

### Localisation physique de l'élément
Cette fiche recense l’utilisation des plantes médicinales dans la région du Briançonnais. Cette région, située dans le département des Hautes-Alpes, en Provence-Alpes-Côte d’Azur, comprend la ville de Briançon, et les villages environnants dans un rayon de dix kilomètres.   
Les Hautes-Alpes se situent à la limite géographique des milieux alpins et méditerranéens, ainsi la flore locale regroupe des plantes méditerranéennes, septentrionales et arctiques : c’est une des flores des plus riches d’Europe. En particulier, le col du Lautaret, au nord de la région, est une barrière climatique qui arrête la progression de l’air humide. Le climat est ainsi tout à fait adapté au traitement des maladies pulmonaires.  
L’utilisation des plantes locales à des fins médicales est typique du Briançonnais, mais aussi de nombreuses autres régions françaises et du monde. De nos jours, de nombreux intérêts économiques s’attachent aussi à ces connaissances précieuses. En effet, « les plantes médicinales indigènes des pays en développement sont souvent exportées vers les pays industrialisés où elles sont triées, analysées et utilisées dans des préparations pharmaceutiques, elles leur reviennent ensuite sous forme de médicaments très coûteux » .

### Description de l'élément
Dans cette région montagneuse, les habitants ont dû, de tout temps, s’adapter à consommer une quantité plus faible d’oxygène du fait de l’altitude. Leurs organismes devaient être en mesure de supporter des températures plus froides que dans certaines autres régions françaises.  
Jusqu’à la moitié du 20e siècle, maintes maladies étaient traitées grâce aux plantes dans le Briançonnais. Les habitants pouvaient consommer les plantes pour prévenir une maladie ou pour effectuer une thérapie immédiate. Denise Delcour définit les connaissances des habitants du Briançonnais comme une « pharmacopée populaire », s’appliquant aux remèdes végétaux, animaux et minéraux. Les connaissances liées à ces usages étaient largement partagées. Les femmes utilisaient les plantes à des fins gynécologiques, pédiatriques ou digestives, quand les hommes s’en servaient plus généralement pour guérir des problèmes traumatiques. D’autres types de maladies étaient régulièrement soignés grâce aux propriétés des plantes médicinales : les maladies respiratoires, gastro-intestinales, les maux dentaires, sensoriels, etc. Selon les besoins particuliers, chaque habitant possédait sa propre réserve de préparations. Celles-ci étaient administrées en fonction du mal-être manifeste de chacun. Ces réserves devaient être préparées chaque année, car les plantes perdaient au terme d’une dizaine de mois leurs qualités médicinales. Ce n’était que lorsque les plantes étaient mélangées à des liqueurs ou des digestifs qu’elles pouvaient être conservées plusieurs années.  
 
Les plantes devant être collectées étaient ensuite conservées en prévision des périodes hivernales : elles étaient généralement mises à sécher dans des bocaux de verre. Les femmes étaient les principales garantes de ces préparations, qu’elles mettaient parfois de nombreuses heures à concocter. Les mères de famille portaient un soin tout particulier à cet exercice, car il garantissait le bien-être de leur entourage. Le ramassage et la conservation des plantes sauvages représentaient également, pour certains habitants, un revenu supplémentaire. 
Malgré certains savoirs qui deviennent de plus en plus rares, ces connaissances perdurent aujourd’hui et sont transmises par les différents acteurs mentionnés. 

#### Les espaces de récolte

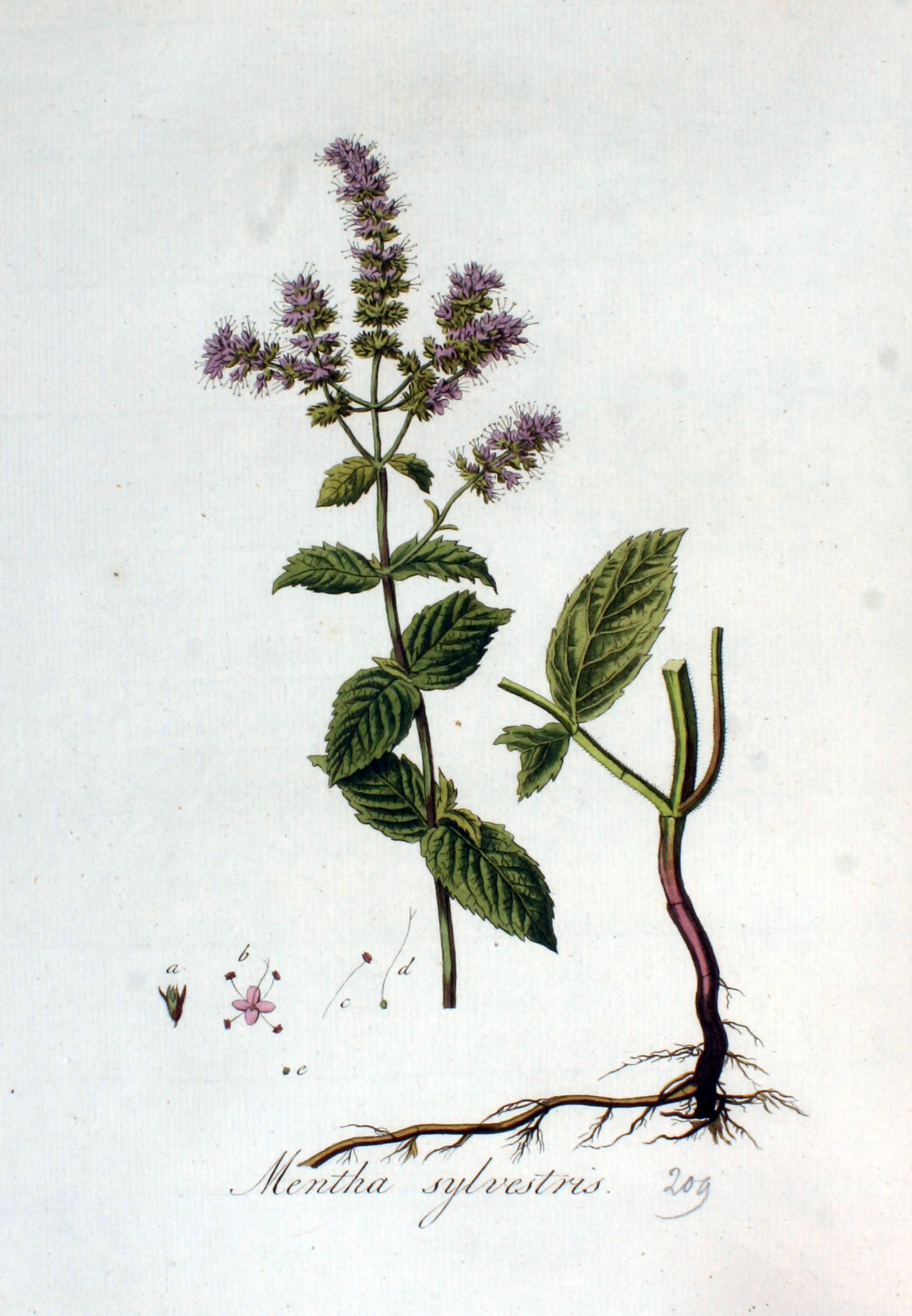
menthe sylvestre.

Les plantes récoltées sur les hauteurs comprennent :
- Les plantes des pentes sèches comme l’églantier[6], le genévrier[7], l’hysope[8], la lavande[9], le millepertuis[10], le prunellier ou les vipérines.
- Les plantes provenant des alpages ou des limites des forêts : l’arnica[11], la gentiane[12], le mélèze, la myrtille[13], la pensée de montagne, le pied de chat, le pin[14], le sapin, le serpolet, le tussilage et la valériane[15].
- Les plantes se trouvant sur les sommets comme les trois genépis[16].

Les plantes récoltées dans les bas comprennent :   
- Les plantes issues des bordures des maisons comme l’absinthe[17], l’armoise, la bardane[18], la bourrache[19], la camomille[20], la chélidoine[21], le chiendent, les épinards sauvages, le noyer, les orties[22], le sureau noir[23], le sureau rouge, la tanaisie ou le tilleul[24].
- Les plantes que l’on trouve dans les prés comme la bourse à pasteur, la grande consoude, la guimauve[25], le laiteron, l’oseille, le pissenlit[26] ou la sauge des prés.
- Les plantes issues des terres labourées comme le bleuet, le coquelicot, la doucette, la pensée des champs ou la prêle des champs[27].
- Les plantes provenant des zones humides comme le cresson, la menthe sauvage, l’oseille ou la reine des prés[28].
- Les plantes trouvées sur les talus ou les chemins comme l’absinthe, l’achillée millefeuille, l’aigremoine[29], l’armoise, la bardane, la bourrache, le bouillon-blanc, le cerisier mahaleb, le cerisier sauvage, la chélidoine, l’épine-vinette[30], le frêne[31], le genévrier, la guimauve, la mauve[32], le millepertuis, le plantain[33] ou la verveine officinale[34].

Enfin certaines plantes peuvent être issues directement des cultures comme l’ail, la camomille romaine, la carotte, le cassis, le chou, le lys, la mélisse, la menthe, les oignons, la sauge officinale. 
Deux types de plantes peuvent être différenciées : les plantes sauvages et les plantes cultivées.

#### Les formes d'administration
Les traitements peuvent s’effectuer par voie interne ou par voie externe. 
Les remèdes à usage interne sont nombreux :  
- Manger certaines plantes procure nombre de bénéfices : les myrtilles soignent les maux de ventre, quand l’ail a des fonctions curatives.
- Les lavements : les Briançonnais pratiquaient des lavements avec de la mauve ou de la guimauve.
- Les inhalations : l’absorption se fait seulement par les voies respiratoires, se pratiquent avec, par exemple, de la bourrache, dans le but d’apaiser les fièvres.
- Les tisanes et les macérations : l’absorption se fait avec des alcools ou des huiles. Les racines de gentiane ou le genièvre étaient couramment utilisées à cet effet. Les tisanes pouvaient être bues trois fois par jour, quand les liqueurs et autres alcools devaient être servis avec plus de parcimonie.

Les remèdes à usage externe s’appliquent sous différentes formes :  
- Des bouquets suspendus au plafond, des colliers expressément confectionnés : la simple odeur des plantes constitue un pouvoir agissant.
- Application par friction, comme dans le cas de l’arnica où il faut frotter énergiquement sur la partie du corps douloureuse.
- Les cataplasmes, qui sont des préparations pâteuses destinées à être appliquées sur la peau, et permettent de soigner les inflammations, les infections ou les plaies.
- Les bains, comme par exemple le bain au tilleul, qui aide à faire baisser les fortes fièvres.
- Les fumigations, vapeurs qui résultent d’un feu, peuvent être également utilisées. Auparavant, les fumigations servaient aussi pour des pratiques vétérinaires : lorsqu’une vache mettait bas, de la lavande était brulée durant plusieurs jours.
- Des pommades sont aussi conçues : de l’huile ou du beurre mélangés aux plantes pour ensuite être appliquées sur des corps humains ou animaux.

#### Des exemples d’usages des plantes du Briançonnais
Un entretien avec Dominique Coll, ethnobotaniste et fondatrice de l’association Les Coll Buissonière, a permis d’identifier des exemples de plantes encore employées par les Briançonnais, en raison de leurs propriétés médicales : 

Sept plantes du Briançonnais utilisées pour leurs propriétés médicales
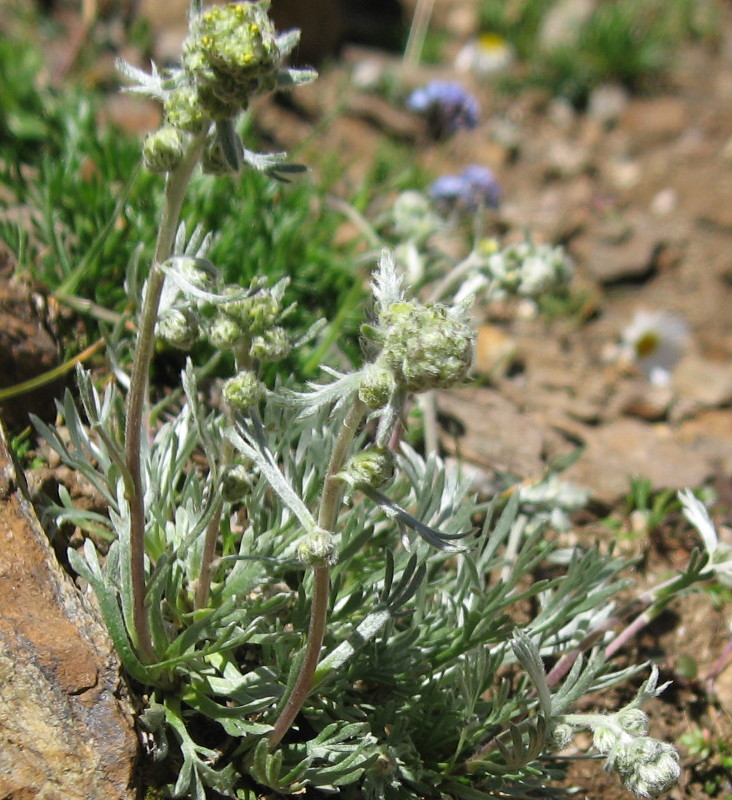
Genépi (Artemisia galcialis, A. genipi, A. umbelliformis)
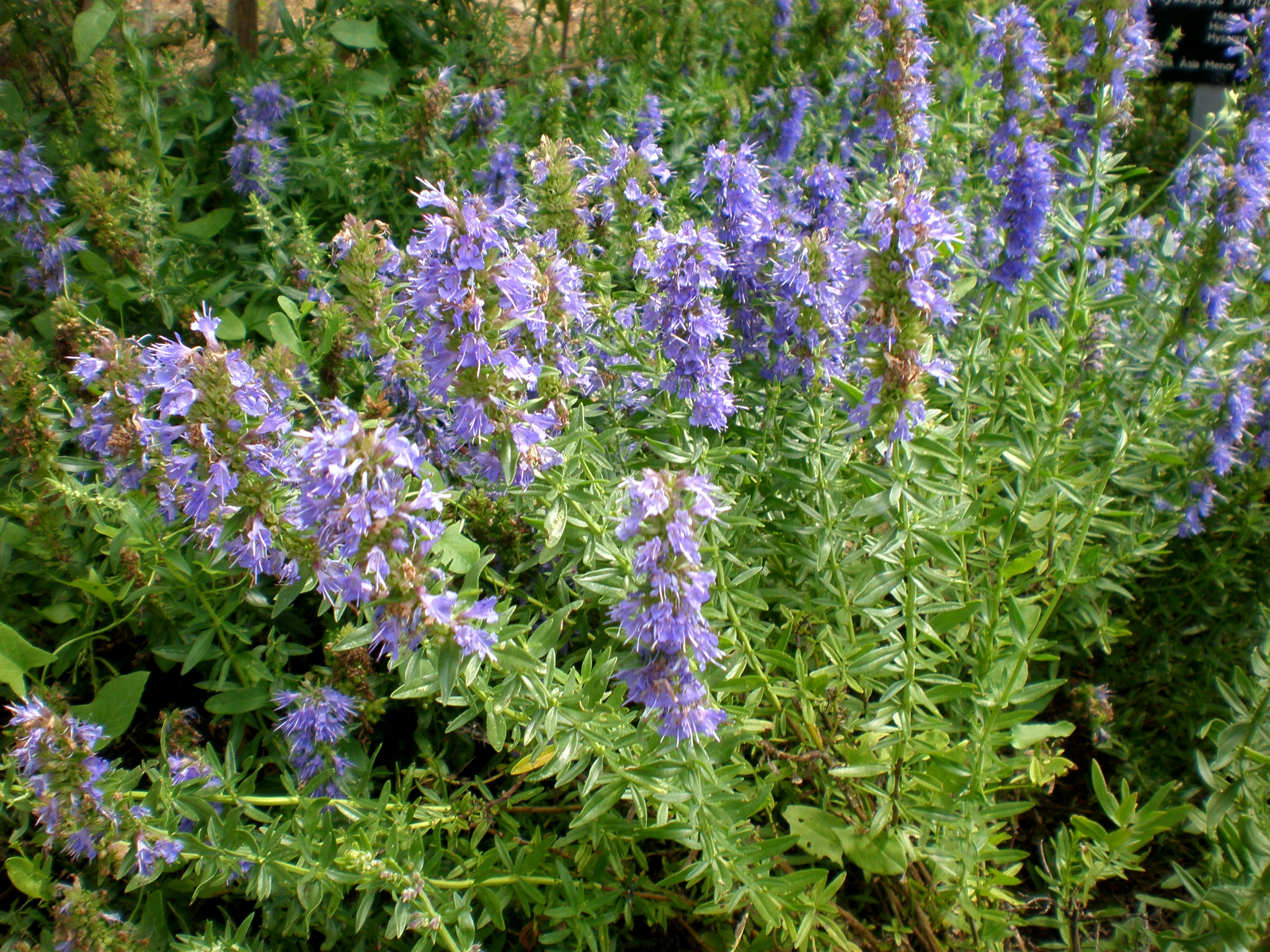
Hysope (Hyssopus officinalis)
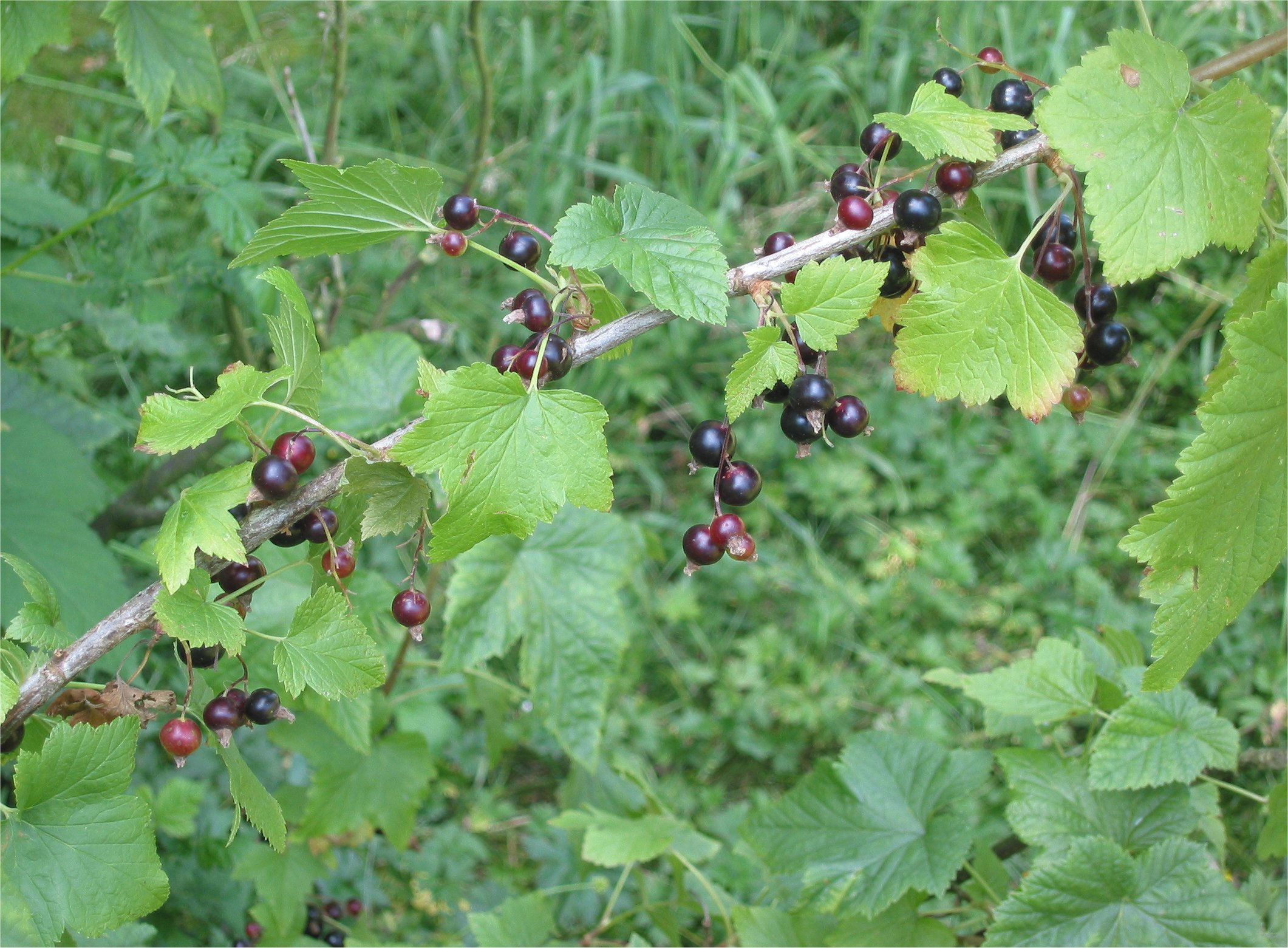
Cassis (Ribes nigrum)
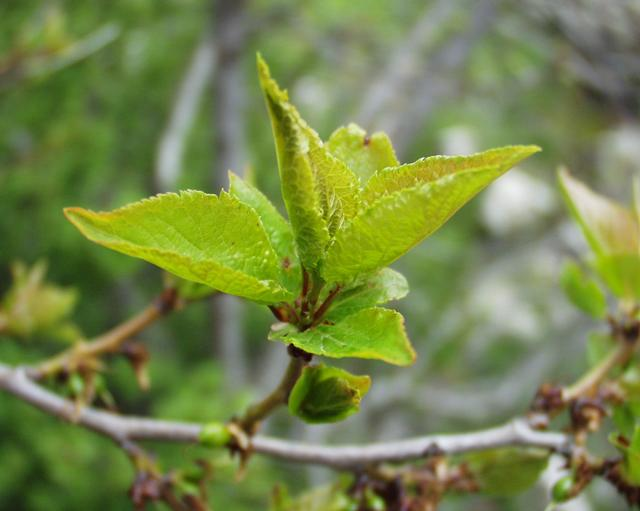
Prune de Briançon (Prunus brigantina)
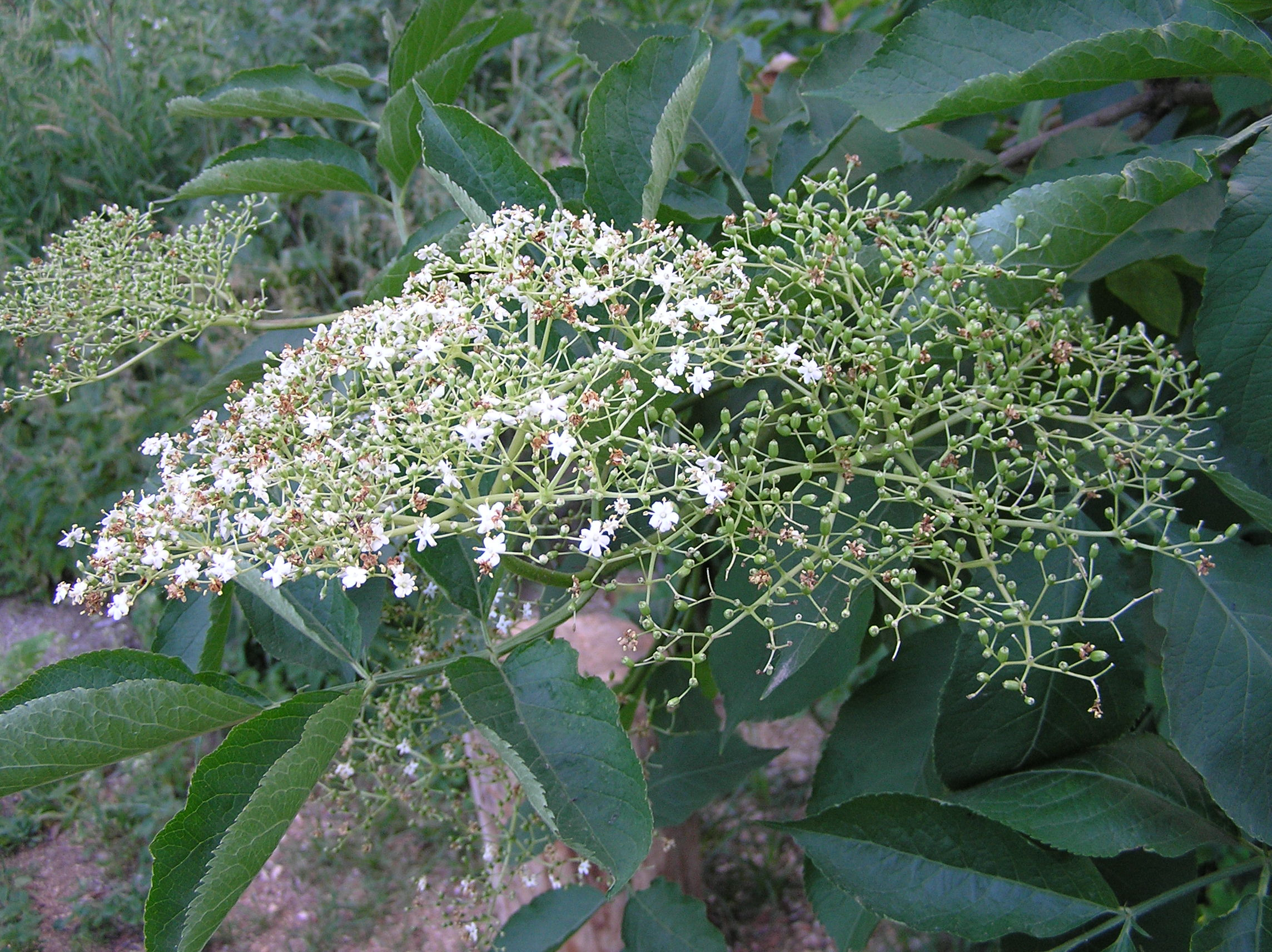
Sureau noir (Sambucus nigra)
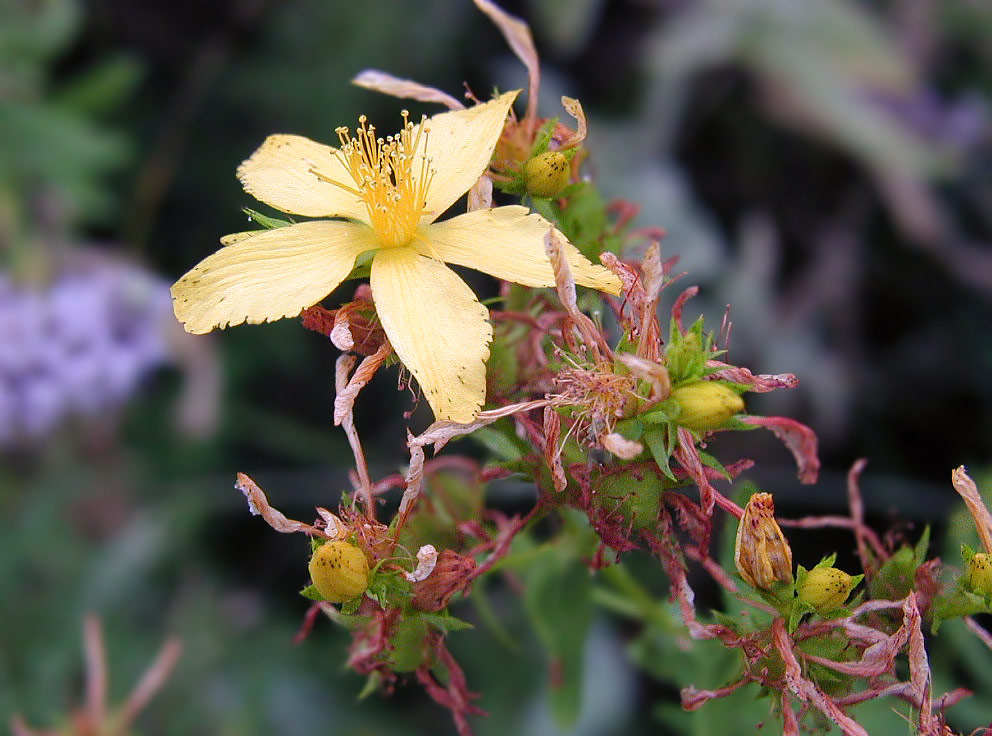
Millepertuis (Hypericum perforatum)
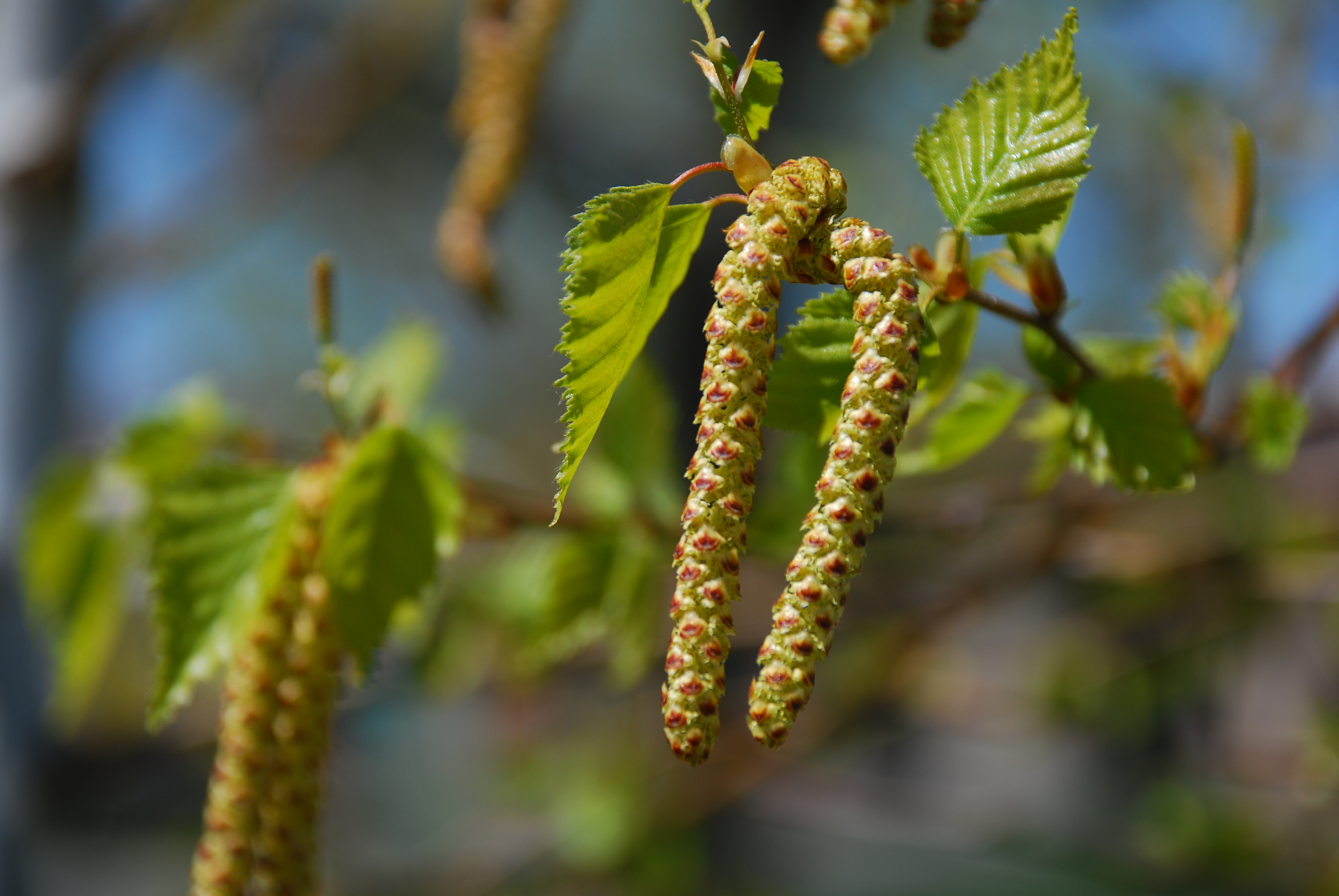
Bouleau (Betula pendula)

Genépi (Artemisia galcialis, A. genipi, A. umbelliformis): Le genépi est une plante qui est encore récoltée par beaucoup d’habitants de la région. Elle est généralement associée aux coups de froid et à la convivialité. Bien qu’un usage industriel se soit établi autour de cette plante, la transformation est toujours effectuée par les Briançonnais. Traditionnellement, la recette des trois 40, soit 40 brins et 40 sucres pendant 40 jours, est employée ; mais d’autres méthodes ont vu le jour. La quantité de sucre est parfois diminuée, la macération peut se faire avec une cocotte-minute, ou les brins sont suspendus au-dessus d’un récipient d’alcool.  Généralement, il faut 4 à 5 heures de marche pour arriver sur le lieu de ramassage. Les habitants de la région n’ont cependant pas le droit de vendre cette plante, et la récolte est encadrée (100 brins par personne). Le moment de la récolte constitue un vecteur de transmission des savoirs.   
 
Hysope (Hyssopus officinalis): L’hysope est une plante qui est assimilée aux coups de froid et aux maladies respiratoires. Elle s’est développée grâce au climat de montagne et aux pratiques médicales dans la région, qui acquit une renommée dans le soin des problèmes respiratoires. Actuellement toujours ramassée, elle est transformée en infusion ou en alcool. Jusqu’au XIXe siècle, cette plante était partout et se trouvait souvent à proximité des lieux habités. 
Cassis (Ribes nigrum): Les feuilles de cassis sont aussi utilisées, surtout pour favoriser la circulation sanguine. Elles sont récoltées lorsque la plante commence à fleurir. Ensuite, les feuilles sont séchées à l’ombre, et le cassis au soleil. Cette plante est généralement utilisée en décoction. 
Prune de Briançon (Prunus brigantina): La prune de Briançon est un petit fruit jaune, une espèce endémique des Hautes-Alpes qui pousse sur un prunier appelé aussi  « marmottier ». Il est récolté lorsqu'il tombe des arbres. Son utilisation est préconisée pour la peau et les maux de ventre, avec une fonction de régulateur, c’est-à-dire avec un usage ponctuel. Le fruit peut être cuit et utilisé pour obtenir une confiture très acide, tandis que les noyaux peuvent être transformés en huile. La procédure de transformation, employant les outils traditionnels, est extrêmement longue. L’association les Passeurs de mémoire de la Roche de Rame a fait une expérience de reconstitution des techniques anciennes et obtenu un huile de très bonne qualité, toutefois 14 000 noyaux ont été nécessaires pour obtenir moins d’un litre d'huile. 
Sureau noir (Sambucus nigra): Le sureau est un arbre qui pousse dans la région de Briançon, puisque l’altitude lui est favorable, souvent dans des endroits délaissés par les hommes. Les baies, les fleurs et l’écorce ont des propriétés médicinales : diurétiques, sudorifiques et purgatives. Les Briançonnais l’utilisent pour faire sortir les impuretés de la peau ou éliminer les toxines. Transformée pour la cuisine et la médecine, cette plante peut être préparée sous forme d’alcool ou de confiture.  
Millepertuis (Hypericum perforatum): Cette plante aux fleurs jaunes est répandue dans presque toute la France. Dans le Briançonnais, le millepertuis est généralement employé en usage externe, notamment pour guérir les brûlures. La transformation en huile permet de l’appliquer en massage. De même, elle est utilisée contre les rhumatismes en infusion et les fleurs en tisane anti-dépressive.  Cette plante peut aussi être utilisée pour des teintures végétales. Cependant, les habitants ne peuvent pas vendre les récoltes de cette plante. 
Bouleau (Betula pendula): Le bouleau est utilisé notamment pour sa sève, récoltée début mars. Cette production est connue au niveau local, mais elle est peu vendue. Les habitants s’en servent généralement pour des soins réputés pour leur effet purificatoires sur l’organisme.

## Apprentissage et transmission de l'élément

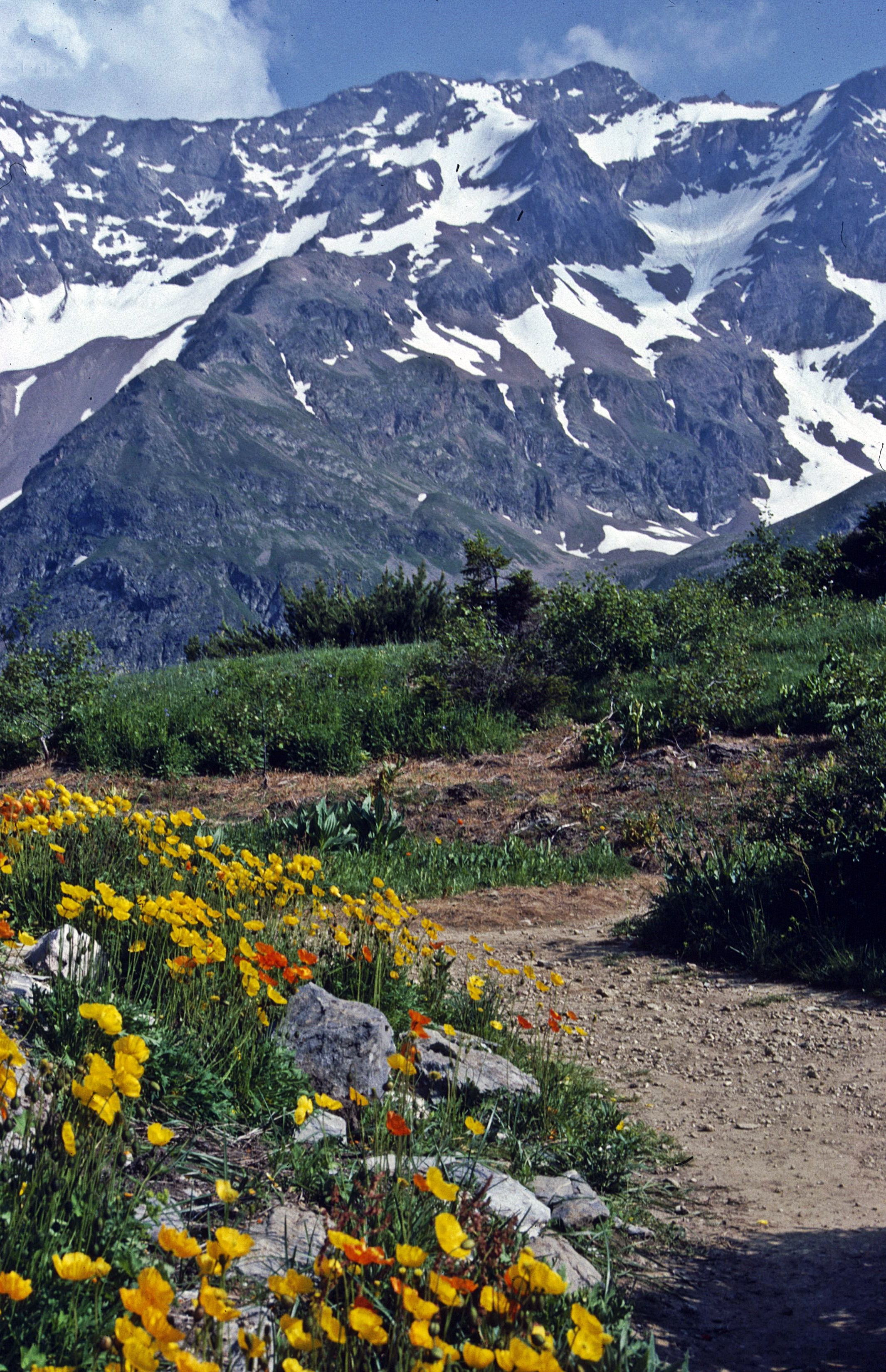
Jardin botanique du col du Lautaret.

Jusqu’à la moitié du 20e siècle, les savoirs liés aux usages des plantes locales se sont transmis naturellement dans le Briançonnais, car ils étaient vitaux pour ses habitants. 
Les transmissions étaient majoritairement d’ordre familial. Lors des veillées, les habitants se réunissaient, entre deux ou trois familles, et les conseils se diffusaient aussi de cette manière. Les remèdes concernant les maladies infantiles et les accidents dus au travail étaient les sujets les plus abordés. À l’échelle du village, c’était lorsqu’il y avait un accident que les villageois discutaient de leurs différents remèdes. Avant les affluences touristiques, des étrangers se rendaient sur ces terres ; la région du Briançonnais s’est aussi nourrie de ces migrations, et des échanges frontaliers qui pouvaient être des vecteurs de savoir. D’autres facteurs ont permis des transmissions, comme les guerres, ou encore l’organisation de foires. Les femmes étaient les principales garantes de ces savoir-faire. Les modes de transmission étaient l’observation ou la parole, mais très rarement l’écrit. Ces apprentissages concernaient les maladies qui touchaient le plus régulièrement les habitants.  
Aujourd’hui, la récolte des plantes se fait généralement en groupe, par des connaisseurs de la région, et ces pratiques sont intergénérationnelles : les plus jeunes participent aussi, avec le soutien et selon les connaissances des générations précédentes.  
Des témoignages ont été recueillis par Denise Delcour auprès des habitants de la région du Briançonnais à partir de 1995. Dans son étude, Denise Delcour a interrogé 77 personnes, âgées d’en moyenne 78 ans. 
Nombres d’initiatives sont également mises en place dans la région du Briançonnais pour inciter les habitants, comme les touristes, à partir à la découverte de la flore locale pour en tirer des vertus médicinales :  
- L’association Pulsatille[41] propose des stages de découverte dans différents lieux en France, et notamment dans le Briançonnais. Ces activités ont pour objet principal la botanique et permettent aux participants d’appréhender la flore de la région dans son espace naturel.
- Les Coll Buissonnière organise des visites et des ateliers permettant d’apprendre à reconnaître, récolter et l’utiliser les plantes sauvages locales.
- Le jardin botanique du col du Lautaret propose un espace consacré aux plantes médicinales, et des activités sont organisées autour de ce thème[42].
- Le Syndicat des Simples est un groupe de producteurs-cueilleurs de plantes créé dans les Cévennes et qui s’est par la suite étendu à d’autres massifs. Ils se concentrent sur les plantes médicinales aromatiques ou alimentaires, ou encore tinctoriales. Son objectif est à la fois de préserver les connaissances et les territoires, et d’informer et valoriser les savoirs associés aux plantes. Cela passe notamment par des formations et des échanges autour de pratiques alternatives associées aux plantes (agriculture, santé). Par exemple, cette association propose une formation autour des réglementations encadrant 148 plantes libérées, qui peuvent être vendues librement, mais sans explications préalables[43].
- L'Université du Temps libre du grand Briançonnais organise chaque année des cours sur le thème des plantes sauvages et savoirs populaires[44].

## Historique

### Repères historiques

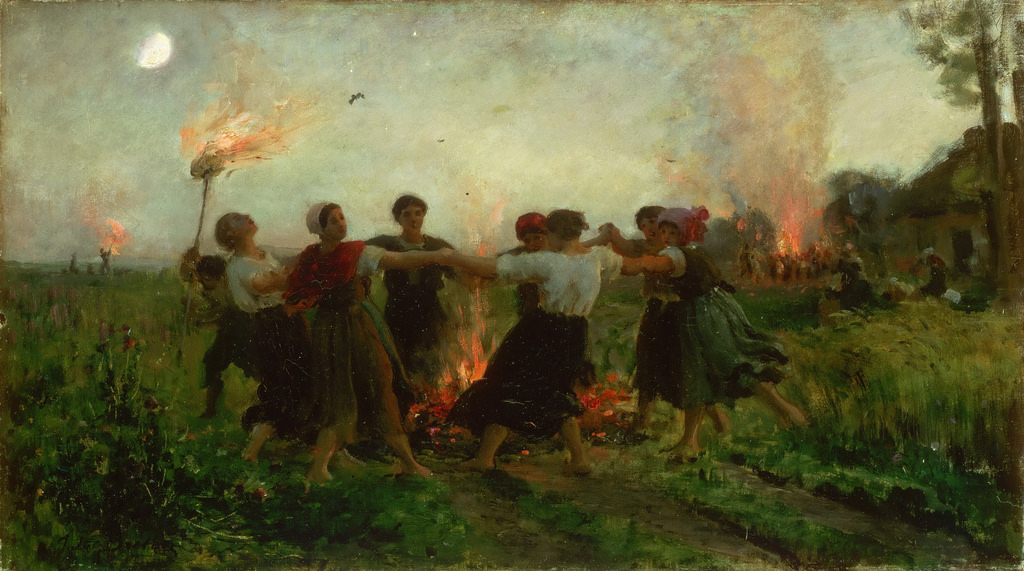
tableau de Jules Breton, La Fête de la Saint-Jean, 1875.

Sur les montagnes de la région du Briançonnais, les glaciers ont fondu il y a au moins treize mille ans : ce sont ces fontes qui ont permis l’éclosion d’une flore exceptionnelle. Des plantes médicinales ont été retrouvées sur des sites néolithiques, comme à l’âge du bronze. Dans les écrits de l’Égypte ou de la Grèce antique, elles sont aussi mentionnées.  
Du 19e au milieu du 20e siècle, les conditions de vie des habitants du Briançonnais étaient très précaires : beaucoup ne pouvaient manger à leur faim. Les soins médicaux, tout comme la fabrication de vêtements, devaient être pratiqués à l’échelle locale, voire familiale. Les plantes étaient ramassées durant l’été, notamment autour de la fête de la Saint-Jean, le 24 juin.   
Entre les années 1930-1970, les températures hivernales dans la région du Briançonnais étaient rudes : elles oscillaient de -20 à -35 °C. Les habitants devaient faire face à ces contraintes climatiques comme ils le pouvaient. Il y avait peu de médecins implantés dans le secteur, et seulement quatre guérisseurs sont évoqués par les habitants ayant vécu à cette époque. 
En 1945, l’avènement de la Sécurité Sociale, permettant un accès gratuit aux soins, a joué un rôle déterminant dans l’abandon de cette médecine traditionnelle. Les produits vendus en pharmacie avaient alors un effet plus rapide, et permettaient de ne pas devoir partir en montagne chercher des variétés de plantes particulières. Puis, la médecine ne cessant d’évoluer, les médecines traditionnelles ont perdu peu à peu de leurs attraits. Des médecins se sont installés dans la région autour des années 1970 ; l’apparition du tourisme de masse, qui explose avec la création des stations de sports d’hiver, a bouleversé le mode de vie des habitants du Briançonnais.

### Les récits liés à la pratique et à la tradition

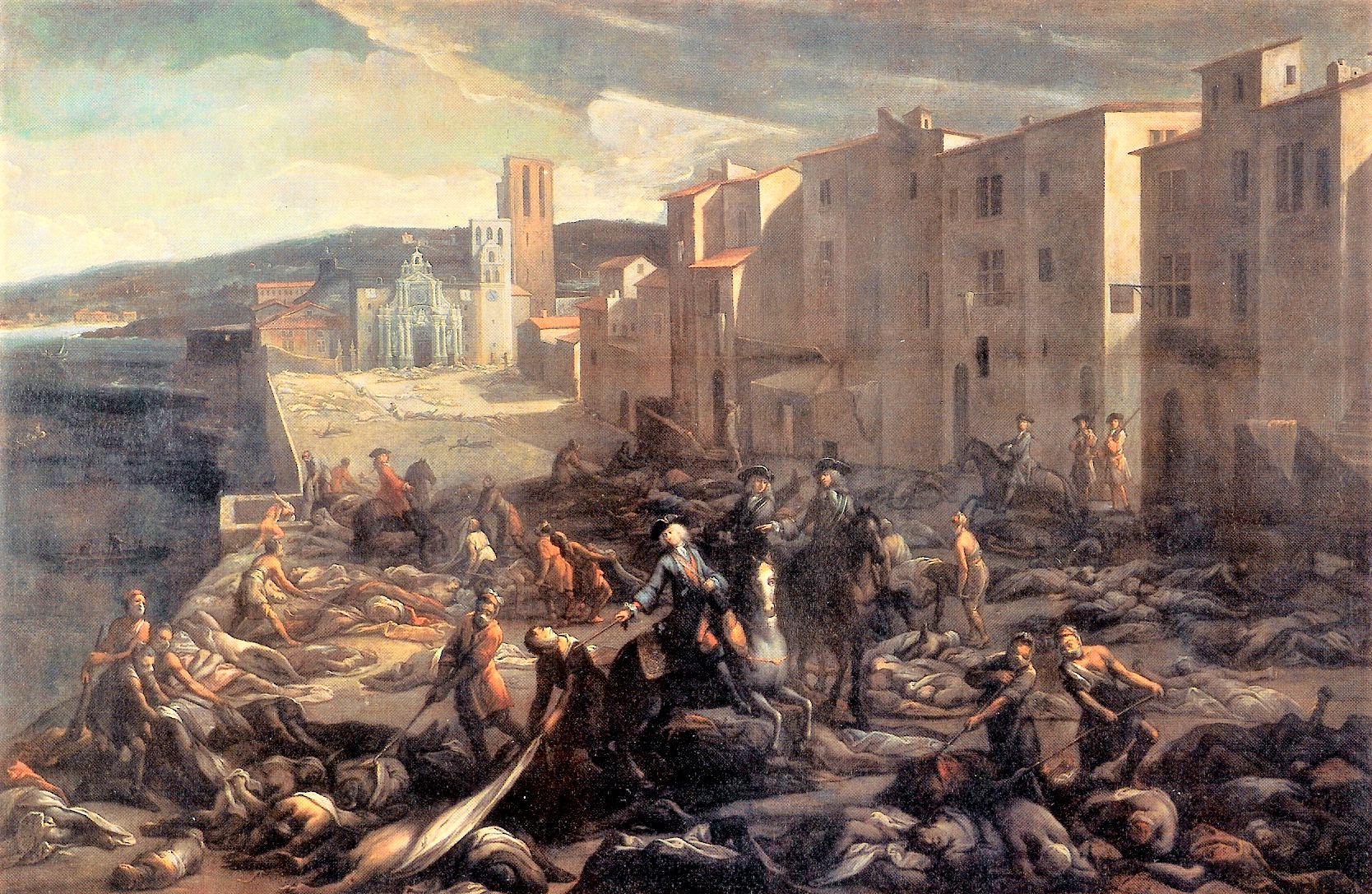
Scène de la peste de 1720 à la Tourette (Marseille), tableau de Michel Serre (musée Atger, Montpellier.

La tradition de l’utilisation de plantes médicinales dans le Briançonnais est considérée comme un facteur ayant permis la survie des habitants de la région. Nombreux sont ceux qui aujourd’hui évoquent qu’au début du 20e siècle, leurs parents n’avaient pas accès aux services médicaux disponibles actuellement. Les enfants dont les mères connaissaient l’emplacement et le moment de floraison de certaines plantes étaient considérés comme chanceux.  
Quantité de maladies ont pourtant frappé la France durant les siècles derniers, et il est coutume de raconter que si la peste n’a pas touché la région, c’est parce que les habitants brûlaient du genièvre.

## Viabilité de l'élément et mesure de sauvegarde

### Viabilité de l'élément
Les savoirs populaires se transmettent de plus en plus difficilement, et un grand nombre de pratiques se sont déjà éteintes. Toutefois, certains Briançonnais utilisent encore ce savoir-faire pour se soigner, mais ils sont très peu en comparaison à l’utilisation qui en a été faite durant des siècles. 
Par rapport aux plantes auparavant décrites, certaines menaces particulières peuvent être identifiées, notamment pour le genépi. Cette plante revêt un caractère particulier car elle est toujours récoltée par les habitants de la région, et transformée selon des procédés traditionnels. Malgré tout, elle reste assez rare et pousse principalement dans les hauteurs et toujours plus en altitude en raison des changements climatiques. Il est dangereux d’aller la ramasser. 
Par ailleurs, cette plante étant largement utilisée et vendue aussi aux touristes, en particulier sous forme de liqueur, sa récolte et sa transformation sont pour cela faites également à une échelle industrielle.

### Mise en valeur et mesures de sauvegarde existantes

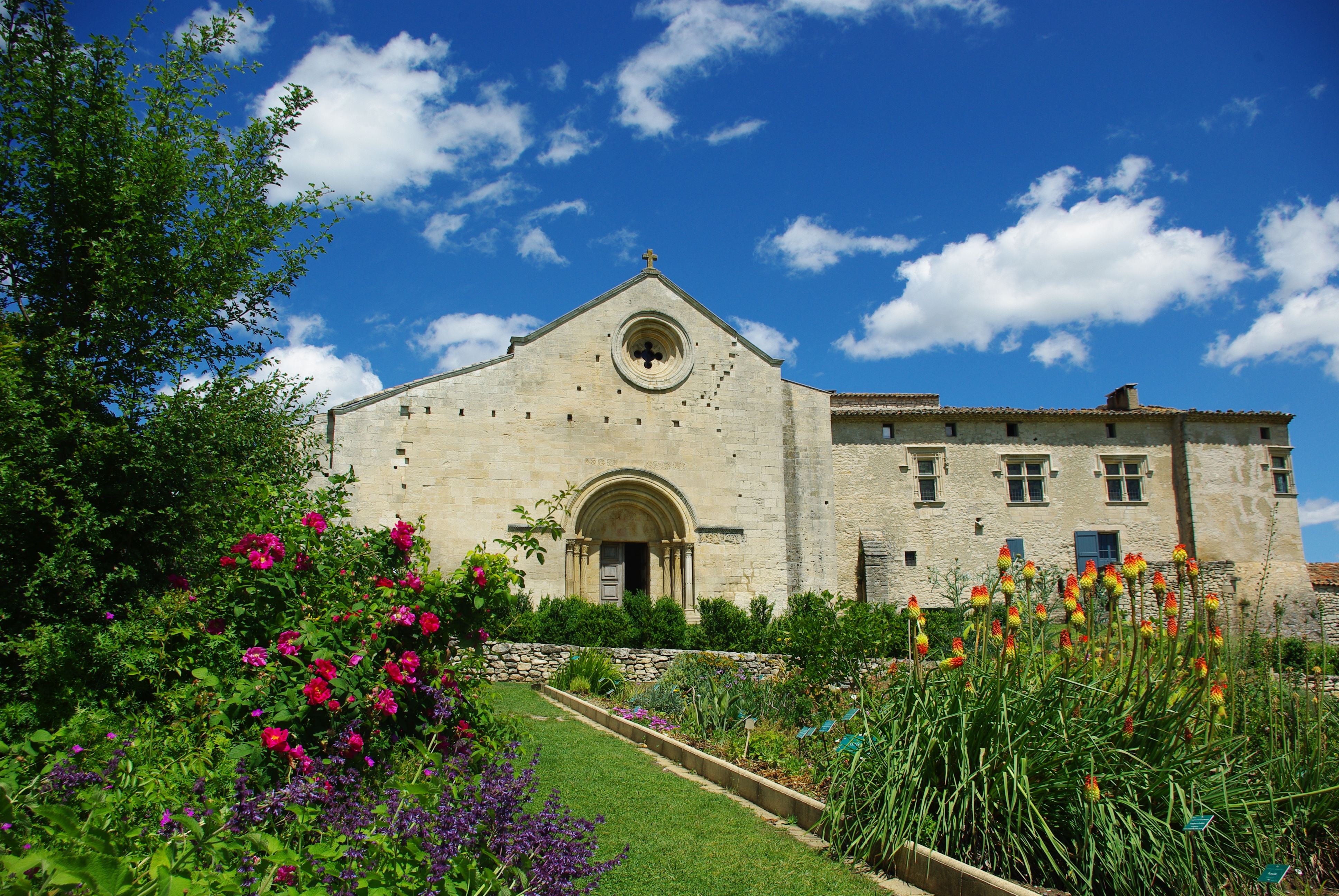
Salagon, musée et jardins.

Nombre d’initiatives sont mises en place dans la région du Briançonnais pour inciter les habitants comme les touristes à partir à la découverte de la flore locale. 
Au-delà des activités d’étude, de transmission et de valorisation auparavant citées, une activité originale de valorisation des savoirs liés aux plantes est menée par l’association Les Coll Buissonnière. En particulier, des ateliers de cuisine sont organisés dans le but de rapprocher des locaux et des immigrés autour des pratiques et des plantes culinaires. Ainsi, la tradition est faite revivre et un échange des savoirs et usages de plantes et d’épices de différentes origines contribue à l’enrichir.  
De plus, deux Briançonnais ont édité un site internet, Plantes Sauvages, répertoriant les plantes médicinales du Briançonnais. Leur travail n’a pas de prétention scientifique mais alimente les savoirs sur les plantes sauvages que l’on peut trouver dans la région. 
Par ailleurs, l’écomusée de Salagon est aussi un acteur important de la valorisation. En effet, l’activité de son ethno-pôle est consacrée aux plantes et aux usages de celles-ci par les communautés. Des jardins ont été aménagés pour faire découvrir aux visiteurs la diversité de la flore et les usages qui peuvent en être faits. De même, plusieurs publications ont été rédigées au sujet des plantes et des rencontres scientifiques ont été organisées.

## Lien avec l'environnement, l'écologie, le développement durable

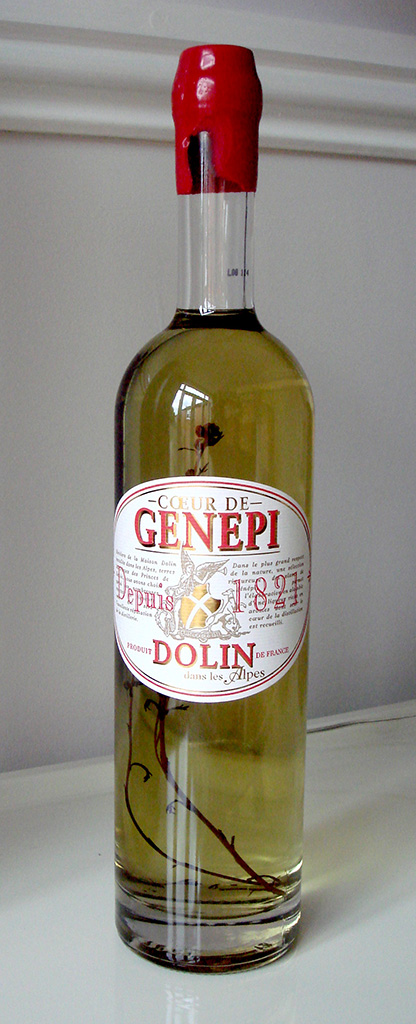
Liqueur de génépi.

L’utilisation des plantes par les habitants du Briançonnais revêt un caractère durable et proche de l’environnement. L’ensemble des préparations médicinales est issu de récoltes et productions locales. Ce sont les habitants eux-mêmes qui vont cueillir ou qui cultivent les plantes qu’ils utilisent. Les procédés de transformation et d’utilisation des plantes sont naturels (infusion, décoction, transformation en alcool). Les savoir-faire ont été développés et transmis par les habitants au fil des siècles afin d’obtenir des remèdes pour se soigner. 
Ces remèdes se révèlent encore efficaces aujourd’hui et une alternative valide aux traitements de l’industrie pharmaceutique.  Les conditions climatiques de la région ont favorisé la diffusion de certaines plantes et conditionné par la suite le développement de leurs emplois. Or, les changements climatiques mettent en péril non seulement la reproduction de la flore locale, mais également des savoir-faire qui y sont associés. Des difficultés se posent aujourd’hui, notamment avec le génépi : cette plante pousse à des altitudes de plus en plus hautes, et cela peut nuire, à long terme, à sa survie même.
De même, le risque de perte des pratiques associées est grand. Le caractère durable de ces pratiques découle du fait de privilégier une filière courte et responsable, loin d’une surexploitation industrielle, pour une ressource de plus en plus fragile.  Développer le sens du respect visant à veiller à la protection de cette dernière passe par le renforcement du  lien des habitants, ainsi que des touristes de la région, à la flore locale.

## Bibliographie

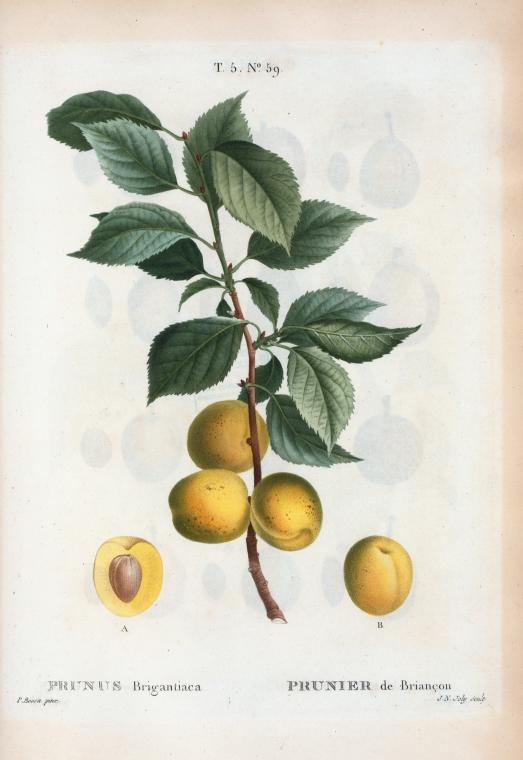
Illustration de la Prune de Briançon (Prunus brigantina).

### Publications
- Ayensu Edward S., "A Worldwide Role for the Healing Powersof Plants", Smithsonian, 1981, http://www.fao.org/docrep/q1460f/q1460f01.htm.
- Delcour Denise, Plantes et gens des Hautes, Forcalquier, Les Alpes de lumière, Coll. Les Cahiers de Salagon, 2004.
- Lieutaghi Pierre, Le livre des bonnes herbes, Arles, Actes Sud, 1996
- Van Gennep Arnold, Les Hautes-Alpes traditionnelles. Médecine populaire, Voreppe, Éditions Curandera, 1948.

### Sites internet
- Savoirs traditionnels sur l'OMPI : https://www.wipo.int/fr/web/traditional-knowledge/tk/index, consulté en juillet 2025.
- Musée de Salagon : http://www.musee-de-salagon.com/accueil.html, consulté en novembre 2015.
- Plantes Sauvages : http://www.plantes-sauvages.com/user/medecine/index.php, consulté en novembre 2015.
- Association Pulsatille : http://pulsatille.com/, consulté en novembre 2015.
- Syndicat des Simples :  http://www.syndicat-simples.org/fr/Le-Syndicat-SIMPLES.html, consulté en novembre 2015.
- Jardin botanique du Col du Lautaret :  https://www.jardinalpindulautaret.fr, consulté en novembre 2015.
- Association Serre Chevalier Nature : http://serrechevaliernature.org/index.html.